# Craig A. Evans
Craig Alan Evans (* 21. ledna 1952) je americký novozákonní badatel; působí na Houston Baptist University v Texasu, USA.
Primárním zájmem jeho bádání a biblického výzkumu jsou Svitky od Mrtvého moře, historický Ježíš a biblická archeologie.
Je plodným spisovatelem a popularizátorem novozákonní vědy, ve Spojených státech a Velké Británii bývá hostem řady dokumentárních televizních a rozhlasových programů.